# سيلفيا مارتينيز
سيلفيا مارتينيز (بالإسبانية: Silvia Martínez) هي متسابقة ملكة الجمال وعارضة فنزويلية، ولدت في 22 يناير 1965 في كاراكاس في فنزويلا.